# Richard Duke
Pour les articles homonymes, voir Duke.
Richard Duke, né le 25 mai 1948, est un ancien joueur australien de basket-ball.